# Blanche du Hainaut Bio
Blanche du Hainaut Bio is een Belgisch biologisch witbier van hoge gisting.
Het bier wordt sinds 1999 gebrouwen in Brouwerij Dupont te Tourpes. Het is een blond troebel bier met een alcoholpercentage van 5,5%.